# Rock stadionowy
Rock stadionowy (ang. arena rock lub stadium rock oraz mullet rock) – styl w muzyce rockowej.
Eklektyczny styl rockowy, powstały w drugiej połowie lat siedemdziesiątych XX wieku, głównie obejmujący grupy wywodzące się z gatunku heavy metal, lecz później obejmujący i inne gatunki rocka i popu, grające szybkie rockowe piosenki przeplatane powolnymi balladami. W swej istocie odnosiło się do tych grup, które zdołały uzyskać wystarczającą popularność, by w swych trasach koncertowych zebrać publiczność wypełniającą wielkie sale, głównie areny sportowe. Występy dla wielotysięcznej publiczności były zaprzeczeniem klubowej kameralności i spontaniczności. Starannie wyreżyserowane przedstawienia, z dopracowaną choreografią, grą świateł i innymi multimedialnymi elementami, były cechą charakterystyczną dla tego stylu. Grupy, które zainicjowały ten styl, to: Journey, Boston, Foreigner, Styx, Bon Jovi, U2 itp.